# Sigtebrød
Et sigtebrød er et klassisk lyst brød, der er bagt med både hvedemel og rugsigtemel. Melblandingen som sigtebrød bages af, kaldes sigtemel.
Brødet bages typisk med kærnemælk og ifølge mange gamle opskrifter skal der også honning i, mens der også findes opskrifter med sirup og kommen. Mens siruppen giver sødme, bliver kommen et strejf af bitterhed.
Brødet er karakteriseret ved at have en blød, svampet krumme.